# داملیجا (دمیراوزو)
داملیجا (به ترکی استانبولی: Damlıca) یک منطقهٔ مسکونی در ترکیه است که در دمیراوزو واقع شده‌است. داملیجا ۱۷۷ نفر جمعیت دارد.